# Magnesioneptunite
La magnesioneptunite è un minerale appartenente al gruppo della neptunite. È l'analogo della neptunite e della manganoneptunite con il magnesio al posto rispettivamente del ferro e del manganese. Forma una serie con la neptunite.
La magnesioneptunite ha un aspetto indistinguibile con la neptunite ricca di magnesio e presenta caratteristiche simili agli altri membri del gruppo della neptunite.
Era già stata ipotizzata l'esistenza di questo minerale in seguito al ritrovamento di campioni di neptunite contenenti varie quantità di magnesio, il ritrovamento è stato poi effettuato alla confluenza dei fiumi Chegem e Kestanty nei pressi del monte Lakargi nella parte montuosa della Cabardino-Balcaria, Caucaso Settentrionale, Russia ed approvato dall'IMA nel 2009.

## Etimologia
Il nome magnesioneptunite è stato attribuito in relazione alla neptunite e al suo contenuto in magnesio.

## Morfologia
La magnesioneptunite è stata scoperta per lo più in forma di granuli e più raramente in cristalli prismatici di dimensioni fino a 0,06 mm formanti aggregati fino a 0,1 mm di colore brunastro.

## Origine e giacitura
La magnesioneptunite è stata trovata nella cornubianite contenente quarzo e quantità minori di sanidino, microclino, albite, aegirine, rutilo e neptunite. È stata prodotta dall'alterazione dell'ilmenite.